# Gustav Theodor Wegener

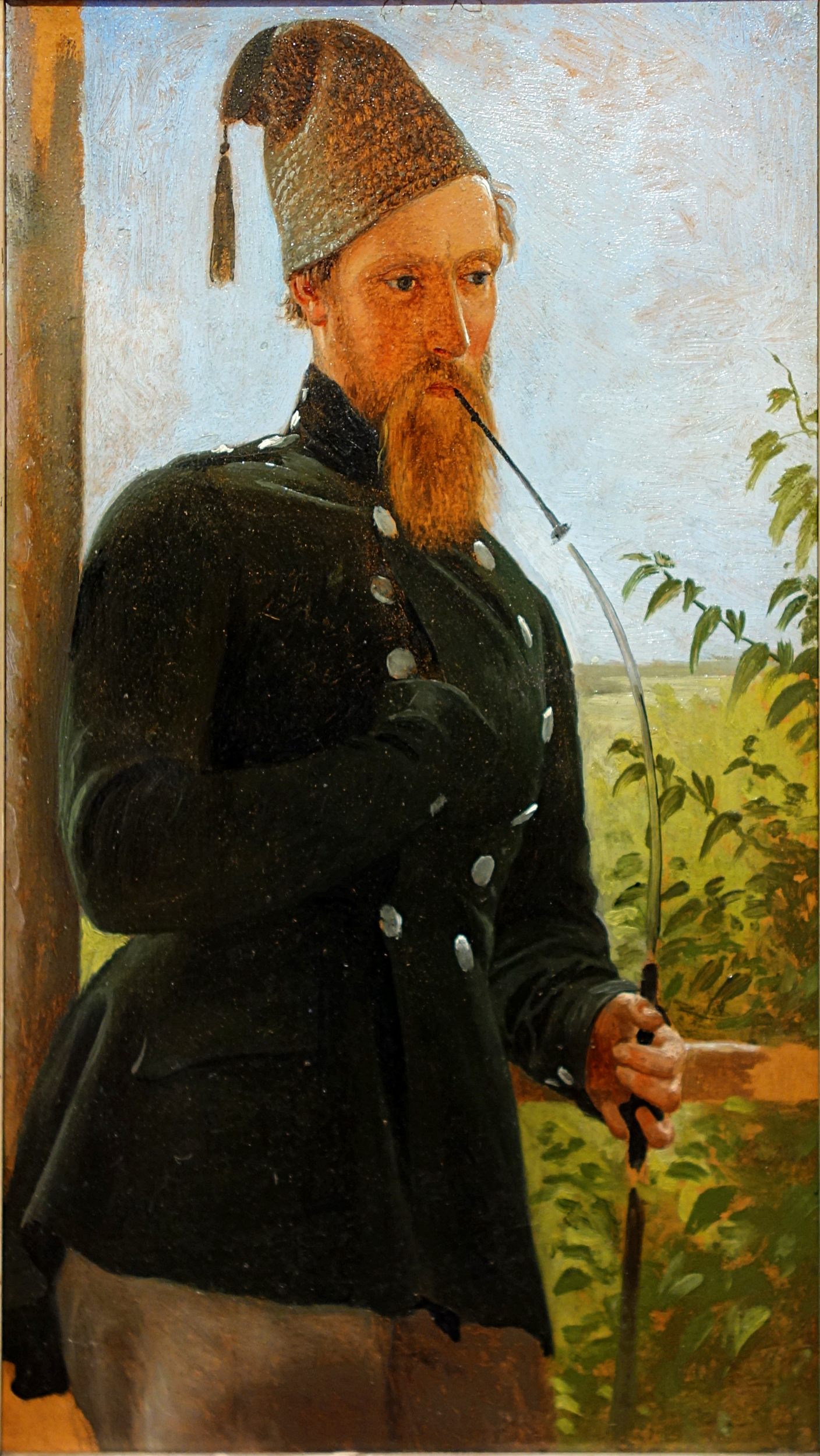
Gustav Theodor Wegener, Selbstporträt

Gustav Theodor Wegener (* 3. Februar 1817 in Roskilde; † 17. August 1877 in Frederiksberg) war ein dänischer Maler.

## Leben
Theodor Wegener war Sohn des Theologen Jens Ernst Wegener (1781–1846) und seiner Frau Birgitte, geb. Bindesbøll (1793–1856). Er war Schüler des dänischen Hofmalers Jon Gulsen Berg (1783–1864) und lernte anschließend an der Königlich Dänischen Kunstakademie in Kopenhagen. Bereits 1838 beschickte er die Ausstellung in Schloss Charlottenborg mit seinem Bild „Straßenszene“. 1839 ging er nach Deutschland, um sich als Dekorationsmaler ausbilden zu lassen, und arbeitete dort ein paar Jahre in dieser Funktion. Seit seiner Rückkehr nach Dänemark spezialisierte Wegener sich auf biblische und historische Szenen, malte aber auch Genrestücke und Landschaften.
1844 gewann er mit seinem Bild „Tobias geht mit dem Engel auf die Reise“ eine Goldmedaille. 1855/56 unternahm er eine Studienreise nach Italien. Von 1871 bis zu seinem Tod 1877 war er Lehrer an der Zeichenschule der Kopenhagener Akademie. Wegener war unverheiratet. Seine Bilder waren im 19. Jahrhundert wegen ihrer klaren Farbgebung und anschaulichen Malweise beliebt.

## Gemälde (Auswahl)

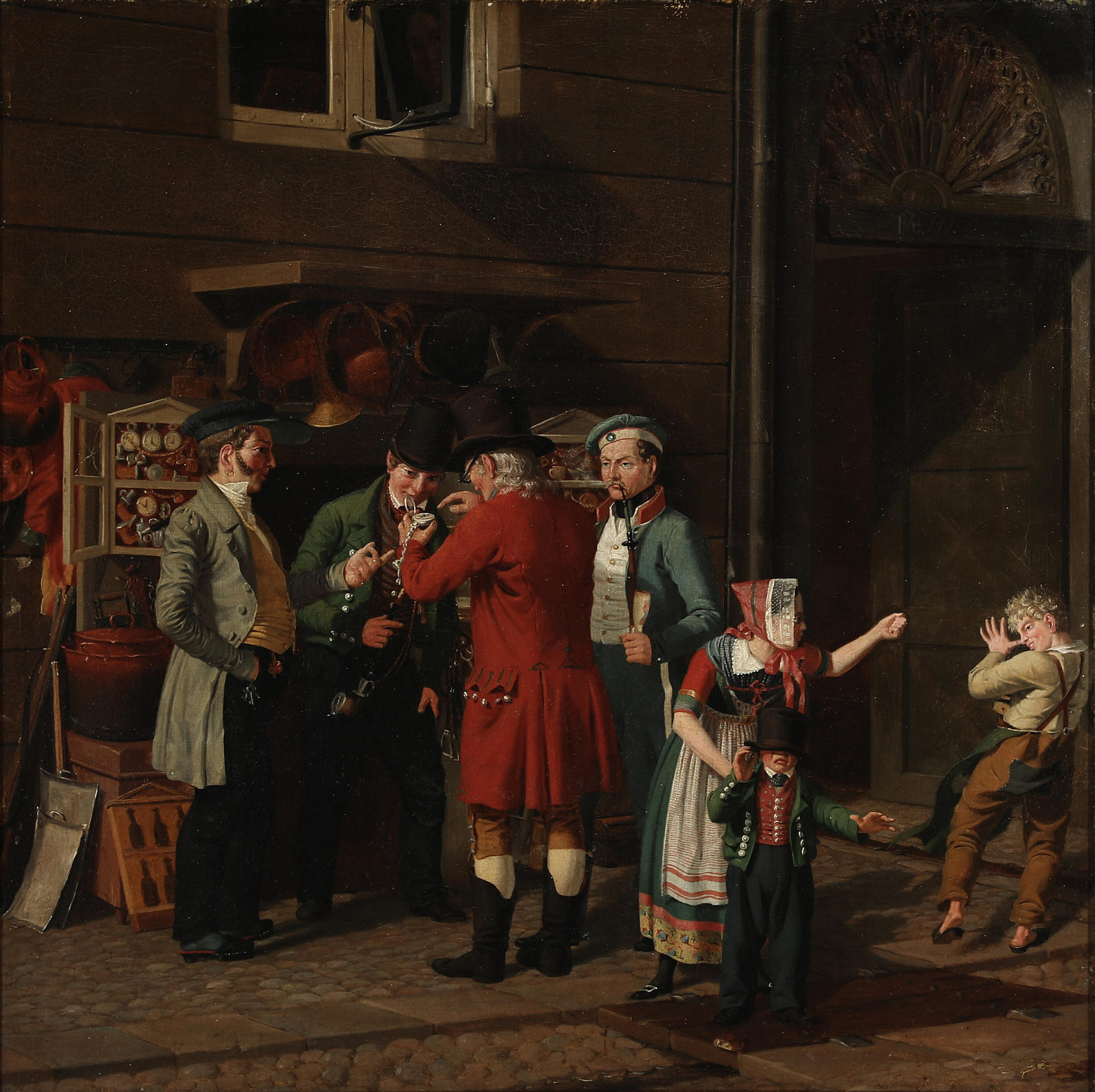
Straßenszene, 1837/38 (links ein Uhrenverkäufer; vorne rechts schimpft ein Mädchen mit einem Lausbuben, der ihrem Bruder den Hut über die Ohren gezogen hat)
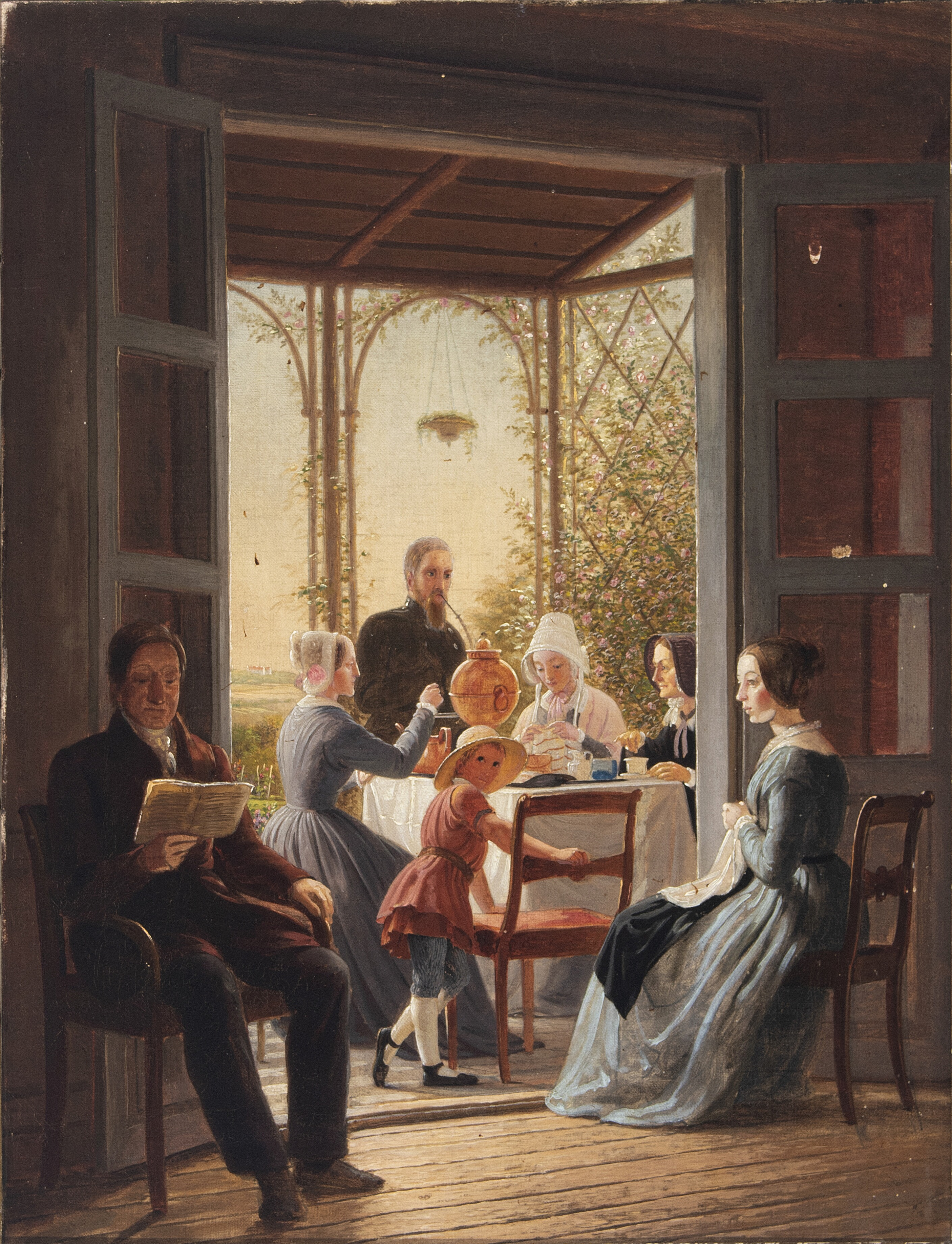
Familienzusammenkunft auf Sophiehøj („Sophienhöhe“), dem Heim seines Bruders, Forstrat Christian Wegener, 1844
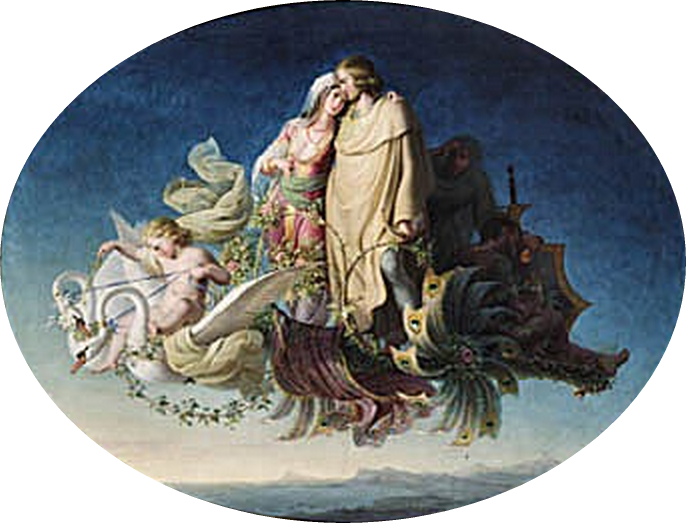
Der Triumph der Liebe (Szene aus Wielands Verserzählung Oberon)
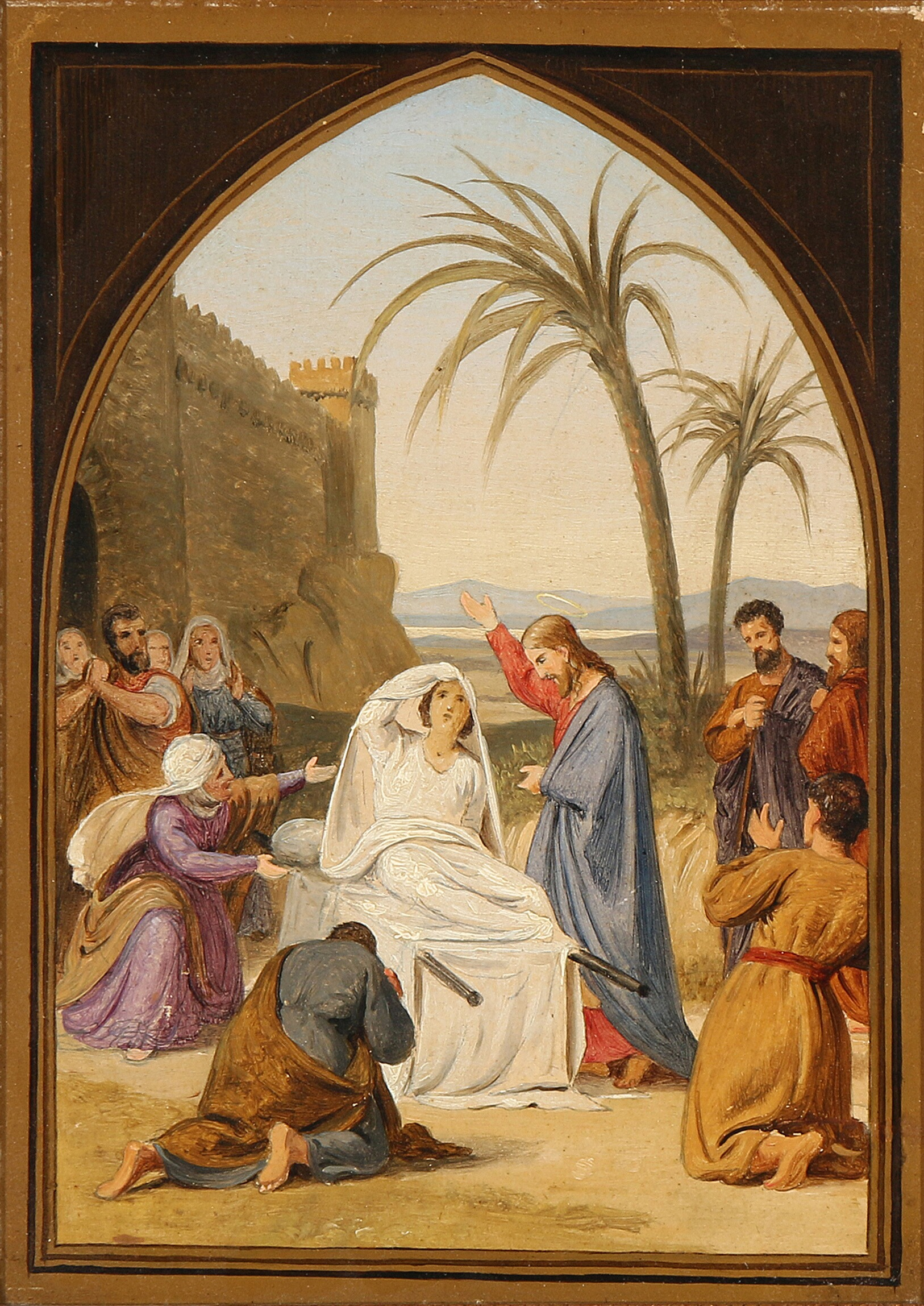
Die Auferweckung der Tochter des Jaïrus (biblische Szene)